# Conseil des ministres (Syrie)
 (août 2019).
Si vous disposez d'ouvrages ou d'articles de référence ou si vous connaissez des sites web de qualité traitant du thème abordé ici, merci de compléter l'article en donnant les références utiles à sa vérifiabilité et en les liant à la section « Notes et références ».

Armoiries de la Syrie

Le Conseil des ministres (en arabe : مجلس الوزراء) de la Syrie est défini par l'article 118 de la Constitution syrienne du 27 février 2012. Depuis 2024, les ministres font partie du Gouvernement de transition syrien.

## Ministres
Les ministres composant le Conseil incluent :
- le Premier ministre ;
- le ministre de la Défense ;
- le ministre de la Justice ;
- le ministre des Communications et de la Technologie ;
- le ministre des Affaires étrangères et des Expatriés ;
- le ministre de la Culture ;
- le ministre de l'Intérieur ;
- le ministre de l'Industrie ;
- le ministre de l'Électricité ;
- le ministre des Ressources hydrauliques ;
- le ministre du Pétrole et de la Richesse minière.